# Железничка сигнализација
Сигнали у железничком саобраћају су средства којима се дају сигнални знаци у железничком саобраћају и они могу бити: стални, преносни и ручни. Стални сигнали су сигнална средства, стално учвршћења на одређеном месту. Преносни сигнали су сигнална средства која особље мора да има на свом радном месту и која према потреби може преносити са једног места на друго. Ручно сигнали су сигнална средства које особље за време вршења службе редовно носи са собом. Према начину давања сигналних знакова, сигнали могу бити: ликновни и светлосни. 

## Врсте сигнала

### Сигнални знак ,,Стој"
Сигнални знак ,,СТОЈ" означава да је вожња даља од сигнала забрањена и да се мора стати испред сиганала који показује ,,СТОЈ"

### Сигнални знак ,,Слободно, очекуј, слободно или опрезно" и сигнални знак ,,Слободно "
Сигнални знак ,,Слободно, очекуј слободно или опрезно" код сигнала који штите подручје скретница означава да је вожња иза сигнала слободна, да се преко припадајућег скретничног подручја вожња одвија редовном брзином, да наредни главни сигнал показује ,,Слободно " или ,,Опрезно " и да брзину до наредног главног сигнала не треба смањити. Сигнални знак ,,Слободно, очекуј Слободно или опрезно" изузетно показују излазни сигнали у одвојни станицама и заштитни сигнали  на распутницама на пругама опремљеним аутоматски пружним блоком и у случајевима када са њима дозвољава излазак, односно прелазак на другу пругу без аутоматског пружног блока, као и излазни сигнали у станицама које се комплетно опремају станичним релејним уређајима, а пруга није опремљена аутоматским пружним блоком. У таквом случају овај сигнални знак означава само да је вожња иза сигнала слободна и да се преко припадајућег скретничког подручја вожња одвија редовном брзином. При томе се сигнални стуб боји црно-бело.

### Сигнални знак ,,Опрезно: очекуј стој":
Сигнални знак ,,Опрезно: очекуј стој" показују сви главни сигнали са двозначним сигналним знацима.

### Сигнални знак"Слободно , очекуј ограничење брзине":
Сигнални знак ,,Слободно, очекуј ограничење брзине" показују главни сигнални са двозначним сигналним знацима који штите подручја скретница, и то: улазни, излазни и заштитни, као и први просторни сигнал испред улазних и заштитних сигнала који штите подручја скретница.

### Сигнални знак ,,Ограничена брзина, очекуј стој":
Сигнални знак ,,Ограничена брзина,очекуј стој" показују главни сигнали са двозначним сигналним знацима који штите подручја скретница. Овај знак ,,Ограничена брзина очекуј стој" означава да је вожња иза сигнала слободна, да се преко припадајућег скретничког подручја вожња одвија ограниченом брзином, да нареди главни сигнал показује ,,Стој" и да се вожња мора подсетити тако да се воз безусловно заустави испред наредног главног сигнала.

### Сигнални знак ,,Ограничена брзина,очекуј слободно" или ,,опрезно":
Сигнални знак ,,Ограничена брзина,очекуј слободно или опрезно" показују главни сигнали са двозначним сигналним знацима који штите подручје скретнице. Сигнални знак ,,Ограничена брзина,очекуј слободно или опрезно" означава да је вожња иза сигнала слободна,да се преко припадајућег скретничког подручја вожња одвија ограниченом брзином и да нареди главни сигнал показује ,,Слободно" или ,,Опрезно".

### Сигнални знак ,,Ограничена брзина,очекуј ограничење брзине":
Сигнални знак ,,Ограничена брзина,очекуј ограничење брзине" показује главни сигнала са двозначним сигналним знацима које штите подручја скретнице.